# Хольцеёган
Хольцеёган (устар. Хольце-Юган) — река в Шурышкарском районе Ямало-Ненецкого АО. При половодье на Оби река впадает в озеро Шурышкарский Сор, при низкой воде впадает в Ларъёган слева. Длина реки составляет 47 км.
На 25 км впадает левый приток — Хольцесоим.

## Данные водного реестра
По данным государственного водного реестра России относится к Нижнеобскому бассейновому округу, водохозяйственный участок реки — Обь от впадения реки Северная Сосьва до города Салехард, речной подбассейн реки — бассейны притоков Оби ниже впадения Северной Сосьвы. Речной бассейн реки — (Нижняя) Обь от впадения Иртыша.
Код объекта в государственном водном реестре — 15020300112115300031470.